# Фридрих, Хуго
Хуго Фридрих, также Гуго Фридрих (нем.  Hugo Friedrich; 24 декабря 1904, Карлсруэ — 25 февраля 1978, Фрайбург) — немецкий филолог, переводчик, теоретик литературы и культуры.

## Биография
Изучал немецкую литературу и философию, романские литературы, историю искусства в Гейдельберге и Мюнхене. 
Среди его учителей — Карл Фосслер, Леонардо Ольшки, Лео Шпитцер. 
В 1937—1970 — профессор романской литературы во Фрайбургском университете.

## Труды
Автор работ по истории испанской, итальянской, французской литератур. Переводил итальянскую лирику. Наиболее известен многократно переиздававшейся и переведенной на многие языки мира книгой эссе о коммуникативных структурах модерной лирики от Бодлера до середины XX в. (первое изд. 1956). На его монографию о метафизике права у Данте (1942) ссылался Борхес.

## Издания
- Die Klassiker des französischen Romans (1939)
- Rechtsmetaphysik der Göttlichen Komödie (1942)
- Montaigne (1949)
- Der fremde Calderón (1955)
- Dante (1955)
- Die Struktur der modernen Lyrik von Baudelaire bis zur Gegenwart (1956)
- Epochen der italienischen Lyrik (1964)
- Zur Frage der Übersetzungskunst (1965)

## Издания на русском языке
- Структура современной лирики от Бодлера до середины двадцатого столетия/ Пер. Евг. Головина. М.: Языки славянских культур, 2010

## Признание
Премия Зигмунда Фрейда за научную прозу (1964).